# Eastern Kentucky University

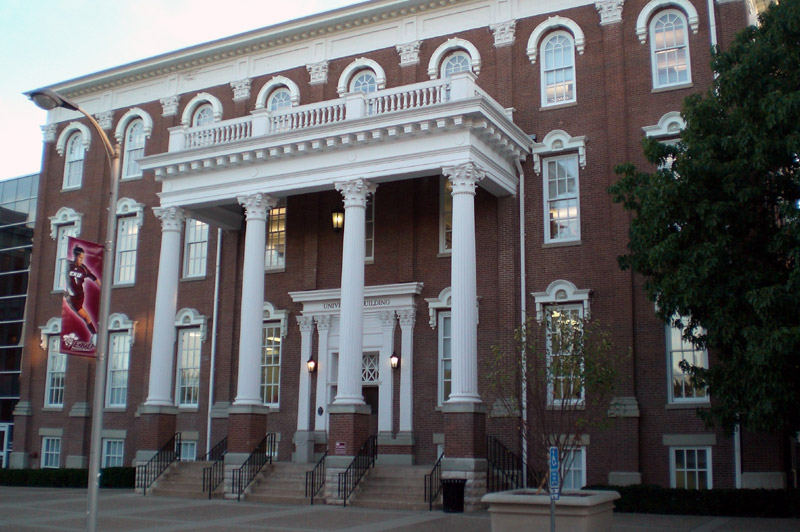
University Building

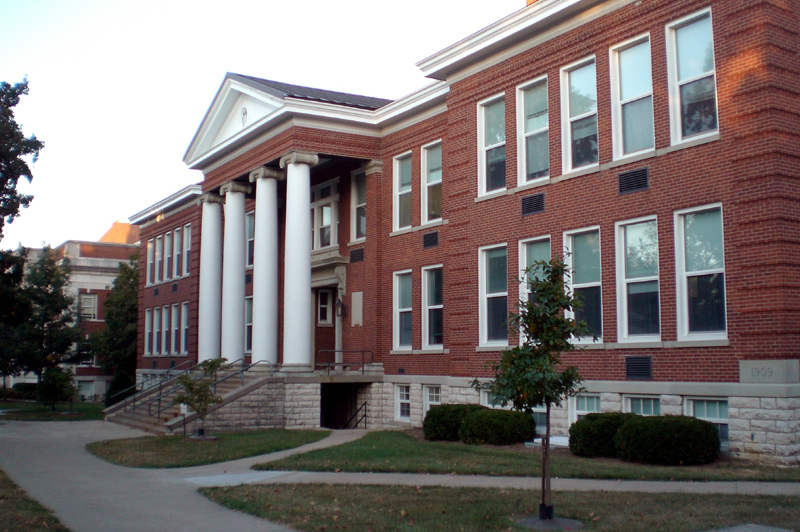
Roark Building

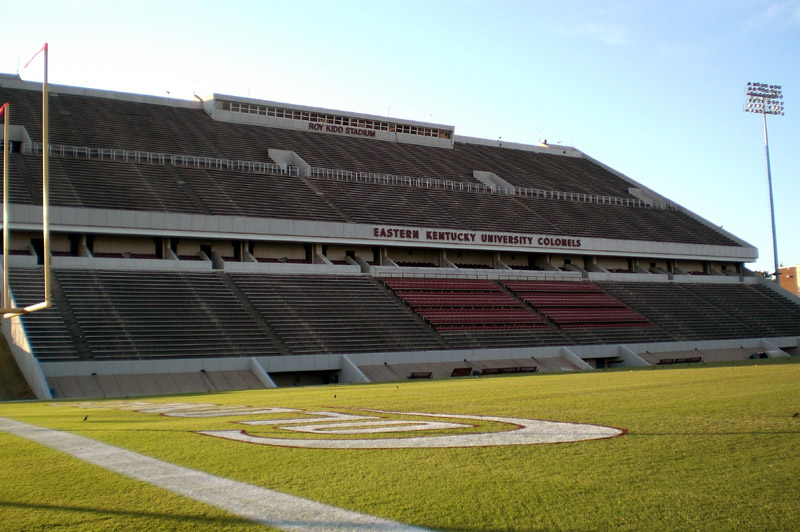
Roy Kidd Stadium

Die Eastern Kentucky University (auch EKU genannt) ist eine staatliche Universität in Richmond im US-Bundesstaat Kentucky. Die Hochschule wurde 1874 gegründet, derzeit sind 16.183 Studenten eingeschrieben. Neben dem Hauptcampus in Richmond gibt es Nebenstandorte in Corbin, Danville und Manchester. Die Hochschule ist besonders bekannt für ihre Forschung und Lehre im Bereich Kriminaljustiz.
Die Sportteams der EKU sind die Colonels. Die Universität trat der ASUN Conference am 1. Juli 2021 bei, nachdem sie seit 1948 Mitglied der Ohio Valley Conference war.

## Persönlichkeiten
- Earle Combs – Baseballspieler
- Tim Lester – American-Football-Spieler
- Lee Majors – Schauspieler, Sänger
- Thaksin Shinawatra – Ehemaliger Premierminister von Thailand (1975, M.S. in Criminal Justice)

## Weblink
- Eastern Kentucky University

Koordinaten: 37° 44′ 17″ N, 84° 17′ 57″ W